# Malón de la Paz
El Malón de la Paz fue una marcha de pueblos originarios del noroeste argentino a la ciudad capital Buenos Aires, en demanda de la restitución de sus territorios, en 1946. Los marchantes hicieron cerca de 2.000 km para presentar sus reclamos al Presidente Juan Domingo Perón. Este malón estuvo integrado por mujeres y hombres indígenas de la puna jujeña y de los valles de San Andrés (Orán, provincia de Salta), oriundos de distintas comunidades como Queta, Tinates, Casabindo, Casa Colorada, Guadalupe, Agua Chica, Miraflores de la Candelaria, Quichagua, Abra Pampa y Rinconada, entre otras.

## Origen del nombre
Malón es una palabra castellana rioplatense derivada del Mapudungun malok, "invasión". Se refiere a una incursión sorpresiva, conducida por originarios atacando los asentamientos huincas. La expresión Malón de la Paz es un oxímoron. Fue acuñado por uno de los organizadores iniciales de la marcha, el ingeniero militar retirado Mario Augusto Bertonasco.

## Historia
Las tierras originalmente habitadas por los pueblos indígenas en Argentina fueron totalmente ocupadas por los europeos y sus descendientes criollos. En algunas regiones los originarios fueron asimilados como "siervos" por los dueños criollos de las tierras; en otras fueron desplazado y exterminados.
Perteneciente a un espacio andino más amplio, en particular la puna jujeña ofrece un panorama singular. Si bien las condiciones climáticas que predominan dificultan la producción agrícola, los puneños fueron adaptando algunas especies, como habas y varios tipos de papa, alfalfa, cebada, quinoa y maíz, que se cultivan en los oasis llamados ciénagas o vegas.
Desde tiempos prehispánicos, las características geográficas andinas llevaron a que las comunidades asentadas en la zona de la Puna de Jujuy organizarán la producción basados en el aprovechamiento estratégico de las variantes microecológicas, de acuerdo a relaciones de reciprocidad en torno a formas colectivas de acceso a la tierra y al uso de diversos recursos. 
En la etapa previa a la colonia, en este espacio existió un trafico activo regional a corta y larga distancia, las rutas conectaban las comunidades jujeñas con el altiplano boliviano, norte chileno y selvas chaqueñas, por donde circulaban hombres, bienes y caravanas. Los distintos caminos al interior conectaban con el acceso a diferentes pisos ecológicos en le intercambio de bienes para complementar la economía puneña.  Esos vínculos entre las poblaciones y los territorios del vasto espacio andino permanecieron aún despues de definidas las fronteras nacionales a lo largo del siglo XIX.
En el siglo XV los incas se expandieron hacia los Andes meridionales, conquistando el reino de los collas, sometieron a los pueblos de la Puna y establecieron su propio régimen en el territorio. Conformaron la provincia del Collasuyu. 
Con la conquista y dominación española la población aborigen de esta región sur andina fue repartida en encomiendas entre los conquistadores, desde el Alto Perú y del Tucumán. Así, antes de la fundación de la ciudad de San Salvador de Jujuy (1593), se habían conformado diferentes "pueblos de indios" compuestos por los principales grupos de la Quebrada y la Puna.

## Conflicto social en torno a la tierra (Siglos XVII-XX).
La significación que para los puneños tenia la posesión de la tierra no derivaba solamente de su valor económico, también tenia una importancia simbólica ligado a los lazos de solidaridad que constituían el sentido comunitario de organización social de las comunidades desde tiempos prehispánicos. El derecho comunal a la tierra fue una reivindicación constante y central en las diversas formas de protesta social que la Puna llevo a cabo desde el siglo XVII reclamando las comunidades de Tilcara el reconocimiento de "territorios poseídos desde tiempos inmemoriales" bajo la formula de la propiedad comunal contemplada en el derecho español. Durante el siglo XIX la legislatura jujeña sancionaba una ley reconociendo a las comunidades indígenas de las tierras altas de la provincia su derecho de propiedad inalienable, no pudiendo estas pasar a otros dueños sino por venta o enajenación por voluntad de los aborígenes. Pero los sucesivos gobiernos hicieron caso omiso a aquellas disposiciones, realizando subastas públicas o vendiéndolas en forma directa, convirtiendo a  los indígenas en arrendatarios. La segunda mitad el siglo XIX estaría marcada por un periodo de movimientos de resistencias y rebeliones. 
Adentrado el siglo XX en vísperas del peronismo, la forma típica de tenencia de la tierra en la región seguía siendo el arriendo de parcelas pertenecientes a  grandes haciendas cuyo origen se remontaba a la colonia. Sus propietarios las utilizaban como bienes de renta, viviendo del cobro de los pastajes y arrendamientos que obligaban a pagar a sus ocupantes. Durante el gobierno radical, el Partido Radical provincial de tendencia yrigoyenista había tomado los reclamos puneños sobre el derecho a la tierra. Desde el gobierno, en 1923 redactaron un proyecto de ley para subvencionar la adquisición de tierras en la Quebrada y Puna a  fin de repartirlas entre sus ocupantes, malogrado por la oposición legislativa. Años después el yrigoyenismo reintentaría la sanción de una ley de expropiación. 
Con la llegada del peronismo, las medidas impulsadas por Perón desde la Secretaria de Trabajo en 1945, enfatizan las expectativas en diferentes sectores de la sociedad, y en especial entre los puneños. Entusiastas seguidores de Perón en un principio, sus miembros se desilusionarían al poco tiempo por la falta de respuesta a sus reclamos sobre la tierra que ocupaban, pasando a apoyar, de ahí en mas, las huelgas y demás acciones propiciadas por el socialismo jujeño. Fue durante un acto organizado por el laborismo cuando Perón lanzo su consigna electoral de "la tierra al que la trabaje", iniciando poco después su gira por el norte del país. El 31 de diciembre llegaba a Jujuy anunciando en sus discursos su voluntad de expropiar los latifundios puneños. Después de meses de espera a partir de la asunción al cargo del nuevo presidente, los indígenas arrendatarios se disponían a precipitar la solución prometida, iniciando su marcha a la Capital Federal.

## Malón de la Paz (1946)
El 31 de agosto de 1945, las comunidades Kollas en el noroeste argentino de las provincias de Jujuy y Salta, a través de un grupo de representativos, envió una nota al Consejo Agrario Nacional demandando la restitución de sus tierras, de acuerdo a leyes previas. El 17 de enero de 1946 el presidente Edelmiro Julián Farrell firma el decreto de expropiación. Pero los fondos necesarios para expropiar y la documentación seguían retrasados.

### Comienzo de la marcha
El teniente retirado Mario Augusto Bertonasco, que había trabajado con los mapuches en su reclamo territorial, se mueve de Jujuy a Orán, Salta. Y acuña la expresión Malón de la Paz.
Arrancó el 15 de mayo de 1946 en Abra Pampa, Jujuy, arribó a la capital provincial San Salvador de Jujuy el 24 de mayo, donde los puneños (a pie) se juntan en otra columna viniendo de Orán y de Iruya, Salta (en mulas). Eran 174 en total. Dos días más tarde los marchantes están en Salta, luego a Tucumán el 9 de junio. En Córdoba el 22 de junio, y siguen a Rosario. Esta caravana iba a reclamar al general Perón la devolución de las tierras que habían  pertenecido ancestralmente a los pueblos indígenas, que eran denominados kollas. Los participantes salteños se unieron a los jujeños, ya que se conocían de muchos años de cruzar por el Abra de Zenta; allí iban a intercambiar productos de una y otra zona. En cada poblado eran asistidos debido a la dura travesía que provocó la muerte una persona y algunos debieron ser hospitalizados.
El 10 de julio los líderes originarios Valentín Zárate y José Nievas, se adelantan al resto de la marcha, siendo recibidos en Buenos Aires por el presidente de la Cámara de Diputados en el Congreso. La marcha seguía, pasando por San Nicolás de los Arroyos el 18 de julio, por Pergamino el 21 de julio, donde una Comisión de Vecinos les dona comida y ropas. Fueron recibidos por una inmensa multitud, incluyendo autoridades municipales y agricultores (que venían reclamando por una reforma agraria). El Malón llegó a Luján el 30 de julio, y a Merlo el 1 de agosto, donde son bienvenidos y reciben aportes de cientos de vecinos.

### Entrada a Buenos Aires
La marcha ingresa a Buenos Aires a través de Liniers (Buenos Aires) el 3 de agosto de 1946. Son recibidos por los directores del Departamento de Protección Aborigen, y se los acomoda en el estatal Hotel de Inmigrantes, en Puerto Madero. Los marchantes, unidos a grupos locales, van al Congreso, donde son recibidos y homenajeados, y luego a Plaza de Mayo. El expresidente Edelmiro Julián Farrell, el presidente Juan Domingo Perón y otras autoridades los saludan desde el balcón de la Casa Rosada. Perón en ese momento no los recibe pero luego los visita en el Hotel.
En su edición del 22 de julio de 1946, el diario El Laborista decía: "Estos indios trabajadores, mansos y sufridos, vienen a protestar contra su patrón, contra el señor feudal dueño de vidas y haciendas de su provincia. Este señor feudal se llama Robustiano Patrón Costas y estuvo a punto de ser presidente de la República.... ocupa la tierra de los coyas y desaloja a los pobres indios de donde han vivido desde siglos, y nadie le puede decir nada. Los toma a trabajar en su ingenio y les paga lo que quiere. Si encuentran que las condiciones del ingenio son demasiado duras se escapan antes de cumplir con su contrato, la policía particular de Patrón Costa los persigue como si fuera caza mayor y los balea y mata si es necesario".

### Retorno forzoso
Según los diarios de la época, Juan Domingo Perón daba por hecho lo pedido. Él tomó el reclamo, inclusive fue a visitarlos al Hotel de los Inmigrantes con el Ministro de Relaciones Exteriores. Finalmente, fueron invitados a recorrer Buenos Aires siendo llevados a viajar en subte o jugar un partido de fútbol.
Después de esta recepción, el 27 de agosto, fuerzas de la Prefectura Naval Argentina forzaron a los marchantes a tomar un tren. Al encontrar resistencia, la Policía Federal Argentina fue llamada, y hacia la medianoche, el Hotel de Inmigrantes fue atacado con gas lacrimógeno siendo desalojados a la fuerza.
Bertonasco, en ese momento se fue del Hotel de Inmigrantes negándose a dar la orden de partida. Antes de que abandonara la ciudad se arrojaron del tren Ciriaco Condorí y otros líderes, quienes se reunieron con Bertonasco y el diputado Dionisio para iniciar una serie de gestiones buscando suspender el traslado forzado y la titularización de las tierras.
El tren pasó por Rosario y por Córdoba en ruta al NOA, finalmente el día 3 de septiembre el tren llegó a San Salvador de Jujuy. Cuando llegaron, los esperaban los capataces, los capangas, chasqueando sus látigos y les dicen: "Indios de mierda ahora van a ver los que les espera. Ahora vamos a ver si les quedan ganas de ir a protestar a Buenos Aires".
Al respecto, el domingo 1º de septiembre, Atahualpa Yupanqui publicó en el diario La Hora una extensa carta abierta que dice:

Te lo advertí, ¡Hermano colla! ¡Recuerdas que te hablé de Condorcanqui, de Katari], de Pillito! Ellos también como tú, se echaron al sol al hombro y caminaron senderos de los Andes hasta las pampas desiertas, con la ilusión que la vida prende en los seres humildes que creen que viven bien, piensan y sienten bien.
Atahualpa Yupanqui, 1946

Al mes siguiente, Juan Domingo Perón afirmó que los representantes del Malón de la Paz no representaban los derechos de los auténticos pobladores indígenas.

En cuanto a la controversia política que genero la cobertura mediática de los acontecimientos, el diario La Nación le dedicaba al "malón" una serie de comentarios: 
"...Un día los pastores del lugar que rezan a la Pacha Mama y no saben de mejores melodías que las de la quena y el erquencho fueron invitados a formar parte del 'malón de la paz' ( ... ) volvieron a sus valles, los rincones de donde fueron sacados con tentadoras promesas que por cuenta propia tratan de convertir en realidades, pues no se resignan a seguir como antes, al cuidado de las majadas en una vida humilde ( ... ) La escuela ... [es] mirada recelosamente por quienes han regresado de Buenos Aires con ideas confusas sobre la posesión de la tierra y la autoridad ( ... ) Cierto que no es bueno el adormecimiento de los pueblos, pero puede ser mucho peor un violento despertar..."
Aquella perspectiva convalidaba la arraigada imagen de "pasividad" frente al poder estatal y la vulnerabilidad a influencias políticas externas que recurrentemente se atribuye a las sociedades andinas del norte argentino. Dicha idea era reforzada por descripciones etnográficas de principios del siglo XX, al sostener a "los indios de la Puna de Jujuy como parecido a los otros indios del altiplano; siendo reservados, falsos, perezosos, sometidos al que manda".

## Segundo Malón (2006)
El 7 de agosto de 2006, 60 años después del primer malón, una marcha de similares reclamos (el Segundo Malón de la Paz) se organizó en Jujuy, para demandar al gobierno provincial el cumplir con una orden judicial de retornar a las comunidades indígenas cerca de 15.000 km² de tierras. Se tomó la decisión de marchar desde la Quebrada de Humahuaca hasta la localidad de Purmamarca, donde se constituirá una Asamblea Comunitaria Soberana que analizaría los próximos pasos a seguir. 
Los manifestantes conformaron tres columnas que confluirán el martes 8 de agosto, en el cruce de Purmamarca, 60 kilómetros al norte de esta capital. La columna norte llegó desde la Puna y la Quebrada de Humahuaca por la ruta nacional, la del oeste por la ruta de Jama y la del sur por la ruta nacional 34, casi en el límite con Salta.
En el Primer Malón de la Paz el gobierno nacional de ese entonces, expropio las tierras de la Puna y Quebrada de Humahuaca de la provincia de Jujuy para entregar a los ocupantes originarios, pero en los hechos eso no se hizo de manera efectiva. Desde 1996 el estado nacional argentino envió fondos a la provincia de Jujuy para la realización de los trámites de titulación colectiva. Sin embargo, durante los diez años del funcionamiento del programa, solo se entregaron siete títulos de los 123 solicitados cuyos trámites se encuentran en estado avanzado.
La Comisión de Participación Indígena (CPI), por mandato de las comunidades aborígenes, en 2003 promovió una acción de amparo que obtuvo una sentencia favorable en el 2 de mayo de 2006. Esta sentencia exigió al gobierno provincial encabezada por el gobernador Eduardo Fellner la entrega de todos los títulos de propiedad comunitaria de las tierras en un plazo de quince meses. Esta decisión fue apelada por el Poder Ejecutivo de la Provincia lo que ha causado un profundo malestar en las comunidades.
Aunque el malón no salió de la provincia, si se recurrió a la mediación del presidente Néstor Kirchner. La protesta se levantó ante el ofrecimiento de unos 30 títulos comunitarios. Un logro destacable de esta lucha fue la sanción de la Ley N.º 26.160 de declaración de la emergencia en materia de posesión y propiedad de las tierras que tradicionalmente ocupan las comunidades indígenas originarias del país. Esta misma ley prohíbe el desalojo de cualquier familia o comunidad originaria hasta que concluyan los relevamientos e inscripciones correspondientes. En diciembre del 2024, fue declarada como finalizada la emergencia en materia de posesión y propiedad de las tierras que tradicionalmente ocupan las comunidades indígenas originarias del país, establecida en el artículo 1º de la Ley N.º 26.160, y se suspendió lo dispuesto en el artículo 2° acerca del desalojo de las comunidades indígenas.

## Tercer Malón (2023)
El Tercer Malón de Jujuy comenzó el 25 de julio de 2023, a 77 años después del primer malón. El mismo salió desde La Quiaca, Jujuy, bajo la consigna Arriba los Derechos, Abajo la Reforma, Arriba la Wiphala!. Pasaron por Tucumán, Santiago del Estero, Catamarca, Santa Fe. Dicho malón llegó el 1 de agosto a la Ciudad Autónoma de Buenos Aires, en el Día de la Pachamama. Recorrieron algunos tramos a pie y otros en micro para hacer visibles sus demandas: el derecho a la tierra, el agua, la vida y el futuro. Reclamaban contra la explotación del litio y la reforma de la Constitución de Jujuy por parte de Gerardo Morales, la cual violaba varios derechos de los pueblos indígenas amparados por la Constitución Nacional. 
El reclamo del Tercer Malón de la Paz consiguió que el gobierno nacional creara por decreto 435/223 la "Comisión de investigación, de análisis y recepción de datos sobre la violencia institucional en la provincia de Jujuy". El objetivo de la comisión consistió en relevar e informar los datos recolectados a la Corte Suprema de Justicia y al Congreso. 